# Chiavenna
Chiavenna é uma comuna italiana da região da Lombardia, província de Sondrio, com cerca de 27.244 habitantes. Estende-se por uma área de 11 km², tendo uma densidade populacional de 659 hab/km². Faz fronteira com Mese, Piuro, Prata Camportaccio, San Giacomo Filippo.
Pertence à rede das Cidades Cittaslow.
Era conhecida como Clavenna durante o período romano.

## Demografia
| Variação demográfica do município entre 1861 e 2011                               |
|                                                                                   |
| Fonte: Istituto Nazionale di Statistica (ISTAT) - Elaboração gráfica da Wikipedia |